# 梁栋
梁栋（1939年11月—），中华人民共和国政治人物、外交官，生于北京。
1965年自北京外国语学院毕业，1968年进入外交部。1997年，接替陈宝鎏，担任中华人民共和国驻缅甸大使。2001年，由李进军接任。